# Leptochloa tectoneticola
Leptochloa tectoneticola là một loài thực vật có hoa trong họ Hòa thảo. Loài này được (Backer) Jansen ex Veldkamp mô tả khoa học đầu tiên năm 1971.